# Bracon hemimenae
Bracon hemimenae är en stekelart som först beskrevs av Sievert Allen Rohwer 1915.  Bracon hemimenae ingår i släktet Bracon och familjen bracksteklar. Inga underarter finns listade.